# Seznam vrcholů v Krkonoších
Seznam vrcholů v Krkonoších obsahuje vrcholy v Krkonoších. Jako hranice pohoří je v Česku uvažována hranice stejnojmenného geomorfologického celku.

## Seznam vrcholů podle výšky
Seznam vrcholů podle výšky obsahuje krkonošské tisícovky, tj. hory s nadmořskou výškou přes 1000 metrů. Těch je v české části hor (vč. česko-polské hranice) 73 a v polském vnitrozemí (za česko-polskou hranicí) dalších 8. Seznam vychází z údajů ze základních topografických map ČR a z portálu Mapy.cz.
| Pořadí | Obrázek | Český název         | Polský název     | Německý název                | Výška (m n. m.) | Zeměpisné souřadnice             | Hřbet (podokrsek)      |
| ------ | ------- | ------------------- | ---------------- | ---------------------------- | --------------- | -------------------------------- | ---------------------- |
| 1.     |         | Sněžka              | Śnieżka          | Schneekoppe                  | 1603            | 50°44′10″ s. š., 15°44′25″ v. d. | Východní Slezský hřbet |
| 2.     |         | Luční hora          | Łączna Góra      | Hochwiesenberg               | 1556            | 50°43′40″ s. š., 15°40′57″ v. d. | Východní Český hřbet   |
| 3.     |         | Studniční hora      | Studzienna Góra  | Brunnberg                    | 1555            | 50°43′37″ s. š., 15°42′22″ v. d. | Východní Český hřbet   |
| 4.     |         | Vysoké kolo         | Wielki Szyszak   | Hohes Rad                    | 1510            | 50°46′37″ s. š., 15°34′04″ v. d. | Západní Slezský hřbet  |
| 5.     |         | Vysoká pláň         |                  |                              | 1497            | 50°46′43″ s. š., 15°33′17″ v. d. | Západní Slezský hřbet  |
| 6.     |         | Stříbrný hřbet      | Smogornia        | Mittagsberg                  | 1490            | 50°45′18″ s. š., 15°40′35″ v. d. | Východní Slezský hřbet |
| 7.     |         | Violík              | Łabski Szczyt    | Veilchenstein                | 1472            | 50°46′48″ s. š., 15°32′46″ v. d. | Západní Slezský hřbet  |
| 8.     |         | Malý Šišák          | Mały Szyszak     | Kleine Sturmhaube            | 1440            | 50°45′34″ s. š., 15°38′55″ v. d. | Východní Slezský hřbet |
| 9.     |         | Kotel               | Kocioł           | Kesselkoppe                  | 1435            | 50°45′09″ s. š., 15°31′47″ v. d. | Západní Český hřbet    |
| 10.    |         | Stříbrné návrší     |                  | Silberkamm                   | 1434            | 50°44′28″ s. š., 15°41′30″ v. d. | Východní Slezský hřbet |
| 11.    |         | Velký Šišák         | Śmielec          | Große Sturmhaube             | 1424            | 50°46′49″ s. š., 15°34′42″ v. d. | Západní Slezský hřbet  |
| 12.    |         | Zadní Planina       |                  | Plattenberg                  | 1423            | 50°42′43″ s. š., 15°40′09″ v. d. | Černohorská rozsocha   |
| 13.    |         | Harrachovy kameny   |                  | Harrachsteine                | 1421            | 50°45′15″ s. š., 15°32′19″ v. d. | Západní Český hřbet    |
| 14.    |         | Mužské kameny       | Czeskie Kamienie | Mannsteine                   | 1416            | 50°46′37″ s. š., 15°35′28″ v. d. | Západní Slezský hřbet  |
| 15.    |         | Mužské kameny V     | Czeskie Kamienie | Mannsteine                   | 1415            | 50°46′37″ s. š., 15°35′39″ v. d. | Západní Slezský hřbet  |
| 16.    |         | Dívčí kameny        | Śląskie Kamienie | Mädelsteine                  | 1414            | 50°46′35″ s. š., 15°36′08″ v. d. | Západní Slezský hřbet  |
| 17.    |         | Vrbatovo návrší     |                  |                              | 1412            | 50°45′09″ s. š., 15°32′52″ v. d. | Západní Český hřbet    |
| 18.    |         | Zlaté návrší        |                  | Goldhöhe                     | 1411            | 50°45′00″ s. š., 15°33′15″ v. d. | Západní Český hřbet    |
| 19.    |         | Svorová hora        | Czarna Kopa      | Schwarze Koppe               | 1411            | 50°44′33″ s. š., 15°46′10″ v. d. | Východní Slezský hřbet |
| 20.    |         | Růžová hora         |                  | Rosenberg                    | 1393            | 50°43′14″ s. š., 15°44′25″ v. d. | Růžohorská rozsocha    |
| 21.    |         | Kozí hřbety V       | Kozie Grzbiety   | Ziegenrücken                 | 1387            | 50°44′03″ s. š., 15°39′16″ v. d. | Východní Český hřbet   |
| 22.    |         |                     | Tępy Szczyt      | Kleines Rad                  | 1387            | 50°45′42″ s. š., 15°39′30″ v. d. | Východní Slezský hřbet |
| 23.    |         |                     | Kopa             | Kleine Koppe                 | 1377            | 50°44′47″ s. š., 15°43′48″ v. d. | Východní Slezský hřbet |
| 24.    |         | Liščí hora          | Lisia Góra       | Fuchsberg                    | 1363            | 50°41′34″ s. š., 15°41′20″ v. d. | Černohorská rozsocha   |
| 25.    |         | Jínonoš             | Szrenica         | Reifträger                   | 1361            | 50°47′30″ s. š., 15°30′50″ v. d. | Západní Slezský hřbet  |
| 26.    |         | Lysá hora           |                  | Kahleberg                    | 1344            | 50°45′13″ s. š., 15°30′36″ v. d. | Západní Český hřbet    |
| 27.    |         | Železný vrch        |                  |                              | 1321            | 50°44′15″ s. š., 15°37′40″ v. d. | Východní Český hřbet   |
| 28.    |         | Stoh                |                  | Heuschober                   | 1319            | 50°43′03″ s. š., 15°38′58″ v. d. | Stráženská rozsocha    |
| 29.    |         | Kozí hřbety         | Kozie Grzbiety   | Ziegenrücken                 | 1318            | 50°44′05″ s. š., 15°38′31″ v. d. | Východní Český hřbet   |
| 30.    |         | Světlý vrch         |                  | Friesberg                    | 1316            | 50°42′06″ s. š., 15°39′38″ v. d. | Černohorská rozsocha   |
| 31.    |         | Černá hora          | Czarna Góra      | Schwarzenberg                | 1300            | 50°39′09″ s. š., 15°44′31″ v. d. | Černohorská rozsocha   |
| 32.    |         | Luboch              | Kamiennik        | Wasserkoppe                  | 1296            | 50°47′20″ s. š., 15°29′26″ v. d. | Západní Slezský hřbet  |
| 33.    |         | Tabule              | Skalny Stół      | Tafelstein                   | 1284            | 50°45′09″ s. š., 15°47′33″ v. d. | Východní Slezský hřbet |
| 34.    |         | Čelo                | Czoło            | Kammsteig                    | 1270            | 50°45′19″ s. š., 15°48′46″ v. d. | Východní Slezský hřbet |
| 35.    |         | Světlá              |                  | Lichte Höhe                  | 1245            | 50°39′30″ s. š., 15°46′20″ v. d. | Černohorská rozsocha   |
| 36.    |         | Kamenec             |                  | Steindlberg                  | 1239            | 50°47′10″ s. š., 15°28′33″ v. d. | Západní Slezský hřbet  |
| 37.    |         | Medvědín            | Medwiedin        | Schüsselberg                 | 1235            | 50°44′28″ s. š., 15°34′57″ v. d. | Západní Český hřbet    |
| 38.    |         | Žlabský vrch        | Mumlawski Wierch | Mummelberg                   | 1218            | 50°47′52″ s. š., 15°28′14″ v. d. | Západní Slezský hřbet  |
| 39.    |         | Čihadlo             | Ptasi Kamień     | Vogelstein                   | 1216            | 50°45′51″ s. š., 15°37′42″ v. d. | Západní Slezský hřbet  |
| 40.    |         | Plešivec            |                  | Plechkamm                    | 1209            | 50°45′39″ s. š., 15°28′48″ v. d. | Západní Český hřbet    |
| 41.    |         | Přední Planina      |                  | Planur                       | 1198            | 50°42′18″ s. š., 15°37′16″ v. d. | Stráženská rozsocha    |
| 42.    |         | Plešivec V          |                  | Plechkamm                    | 1196            | 50°45′33″ s. š., 15°29′12″ v. d. | Západní Český hřbet    |
| 43.    |         | Lysečinská hora     | Łysocina         | Kolbenberg                   | 1190            | 50°43′35″ s. š., 15°49′51″ v. d. | Maloúpská rozsocha     |
| 44.    |         | Jelení hora         |                  | Löwenberg                    | 1173            | 50°43′11″ s. š., 15°47′00″ v. d. | Růžohorská rozsocha    |
| 45.    |         | Signál              |                  |                              | 1170            | 50°39′49″ s. š., 15°46′43″ v. d. | Černohorská rozsocha   |
| 46.    |         | Slatinná stráň      |                  | Moorlahn                     | 1153            | 50°40′20″ s. š., 15°44′07″ v. d. | Černohorská rozsocha   |
| 47.    |         | Vlčí hřeben S       |                  | Wolfskamm                    | 1140            | 50°43′57″ s. š., 15°30′35″ v. d. | Vlčí hřbet             |
| 48.    |         | Lesní hora          |                  | Baumberg                     | 1129            | 50°42′27″ s. š., 15°42′44″ v. d. | Černohorská rozsocha   |
| 49.    |         | Vlčí hřeben         |                  | Wolfskamm                    | 1124            | 50°43′38″ s. š., 15°30′24″ v. d. | Vlčí hřbet             |
| 50.    |         | Vlčí hřeben J       |                  | Wolfskamm                    | 1119            | 50°43′23″ s. š., 15°30′25″ v. d. | Vlčí hřbet             |
| 51.    |         | Suchá hora          | Sucha Góra       | Dürrerberg                   | 1113            | 50°46′39″ s. š., 15°38′49″ v. d. | Východní Slezský hřbet |
| 52.    |         | Pěnkavčí vrch       |                  | Pinkenberg                   | 1105            | 50°42′04″ s. š., 15°47′04″ v. d. | Růžohorská rozsocha    |
| 53.    |         | Dlouhý hřeben       |                  | Langerberg                   | 1085            | 50°41′55″ s. š., 15°48′56″ v. d. | Maloúpská rozsocha     |
| 54.    |         | Mechovinec          |                  | Mooshübel                    | 1081            | 50°43′39″ s. š., 15°34′11″ v. d. | Žalský hřbet           |
| 55.    |         | Kraví hora          |                  | Kuhberg                      | 1072            | 50°43′08″ s. š., 15°48′17″ v. d. | Maloúpská rozsocha     |
| 56.    |         |                     | Przedział        | Scheitberg                   | 1068            | 50°48′41″ s. š., 15°29′04″ v. d. | Západní Slezský hřbet  |
| 57.    |         | Mrtvý vrch          |                  | Weifserberg                  | 1062            | 50°48′09″ s. š., 15°26′24″ v. d. | Západní Slezský hřbet  |
| 58.    |         |                     | Borowa Góra      | Hoheberg                     | 1056            | 50°43′45″ s. š., 15°50′41″ v. d. | Maloúpská rozsocha     |
| 59.    |         | Hornomísečská skála |                  |                              | 1047            | 50°44′02″ s. š., 15°34′25″ v. d. | Žalský hřbet           |
| 60.    |         | Černá skála         |                  | Schwarzekoppe nebo Dreistein | 1042            | 50°42′32″ s. š., 15°33′56″ v. d. | Žalský hřbet           |
| 61.    |         |                     | Wołowa Góra      | Ochsenberg                   | 1040            | 50°46′03″ s. š., 15°49′00″ v. d. | Východní Slezský hřbet |
| 62.    |         | Vlašský vrch        |                  |                              | 1037            | 50°40′53″ s. š., 15°45′44″ v. d. | Černohorská rozsocha   |
| 63.    |         | Zadní Žalý          |                  | Hinterer Heidelberg          | 1036            | 50°39′54″ s. š., 15°34′06″ v. d. | Žalský hřbet           |
| 64.    |         | Harrachova skála    |                  |                              | 1035            | 50°43′42″ s. š., 15°34′29″ v. d. | Žalský hřbet           |
| 65.    |         | Šeřín               |                  | Finsterstein                 | 1035            | 50°41′47″ s. š., 15°33′49″ v. d. | Žalský hřbet           |
| 66.    |         | Preislerův kopec    |                  |                              | 1035            | 50°42′48″ s. š., 15°30′53″ v. d. | Vlčí hřbet             |
| 67.    |         | Dvorský les         |                  | Hoflbusch                    | 1035            | 50°38′56″ s. š., 15°51′49″ v. d. | Rýchory                |
| 68.    |         | Kozlí hřbet         |                  | Bock Floss Kamm              | 1034            | 50°43′42″ s. š., 15°33′28″ v. d. | Žalský hřbet           |
| 69.    |         | Dlouhý hřeben S     |                  | Langerberg                   | 1031            | 50°42′25″ s. š., 15°49′11″ v. d. | Maloúpská rozsocha     |
| 70.    |         | Jelení vrch         |                  | Bönischberg                  | 1025            | 50°39′21″ s. š., 15°41′52″ v. d. | Černohorská rozsocha   |
| 71.    |         | Čertova hora        | Czarcia Góra     | Teufelsberg                  | 1023            | 50°45′39″ s. š., 15°25′48″ v. d. | Rokytnická hornatina   |
| 72.    |         | Přední Žalý         |                  | Vorderer Heidelberg          | 1018            | 50°39′29″ s. š., 15°34′20″ v. d. | Žalský hřbet           |
| 73.    |         | Pevnost             |                  | Festungshübel                | 1014            | 50°45′12″ s. š., 15°36′15″ v. d. | Západní Slezský hřbet  |
| 74.    |         | Kutná J             |                  | Quetschenstein               | 1010            | 50°39′12″ s. š., 15°50′58″ v. d. | Rýchory                |
| 75.    |         | Struhadlo           |                  | Kläuselberg                  | 1007            | 50°41′29″ s. š., 15°35′58″ v. d. | Stráženská rozsocha    |
| 76.    |         | Mravenečník         |                  |                              | 1006            | 50°40′00″ s. š., 15°51′37″ v. d. | Rýchory                |
| 77.    |         | Janova skála SZ     |                  | Johannesfelsen               | 1002            | 50°45′20″ s. š., 15°26′05″ v. d. | Rokytnická hornatina   |
| 78.    |         | Javor               |                  | Urlaskoppe                   | 1002            | 50°41′04″ s. š., 15°45′05″ v. d. | Černohorská rozsocha   |
| 79.    |         | Kutná               |                  | Quetschenstein               | 1002            | 50°39′39″ s. š., 15°51′00″ v. d. | Rýchory                |
| 80.    |         | Špičák              |                  | Spitzberg                    | 1001            | 50°39′04″ s. š., 15°42′10″ v. d. | Černohorská rozsocha   |
| 81.    |         | Janova skála        |                  | Johannesfelsen               | 1001            | 50°45′12″ s. š., 15°26′15″ v. d. | Rokytnická hornatina   |

## Seznam vrcholů podle prominence
Seznam vrcholů podle prominence obsahuje všechny krkonošské hory s prominencí (relativní výškou) nad 100 metrů, bez ohledu na nadmořskou výšku. Celkem jich je 14.
Hory s nadmořskou výškou alespoň 1000 metrů, prominencí alespoň 100 metrů a izolací alespoň 1 km se označují jako ultratisícovky. Těch je v Krkonoších hned 12, včetně nejvyšší, nejprominentnější i nejizolovanější české hory Sněžky.
| #   | Vrchol          | Výška (m n. m.) | Promi- nence | Izolace (km)          | Souřadnice                       | Hřbet (podokrsek)      |
| --- | --------------- | --------------- | ------------ | --------------------- | -------------------------------- | ---------------------- |
| 01. | Sněžka          | 1603            | 1197         | 290,0 → Malý Kriváň   | 50°44′10″ s. š., 15°44′23″ v. d. | Východní Slezský hřbet |
| 02. | Vysoké kolo     | 1510            | 0335         | 009,0 → Luční hora    | 50°46′37″ s. š., 15°34′04″ v. d. | Západní Slezský hřbet  |
| 03. | Černá hora      | 1300            | 0215         | 005,2 → Sněžka        | 50°39′09″ s. š., 15°44′32″ v. d. | Černohorská rozsocha   |
| 04. | Bílá skála      | 0968            | 0198         | 004,2 → Čertova hora  | 50°44′23″ s. š., 15°22′32″ v. d. | Kapradnická hornatina  |
| 05. | Zadní Žalý      | 1036            | 0181         | 005,0 → Černá skála   | 50°39′55″ s. š., 15°34′06″ v. d. | Žalský hřbet           |
| 06. | Dvorský les     | 1036            | 0181         | 006,0 → Dlouhý hřeben | 50°38′56″ s. š., 15°51′49″ v. d. | Rýchory                |
| 07. | Luční hora      | 1556            | 0171         | 004,2 → Sněžka        | 50°43′40″ s. š., 15°40′56″ v. d. | Východní Český hřbet   |
| 08. | Lysečinská hora | 1190            | 0145         | 003,0 → Čelo          | 50°43′29″ s. š., 15°49′48″ v. d. | Maloúpská rozsocha     |
| 09. | Tabule          | 1284            | 0119         | 001,6 → Svorová hora  | 50°45′10″ s. š., 15°47′32″ v. d. | Východní Slezský hřbet |
| 10. | Vlčí hřeben     | 1140            | 0115         | 001,3 → Kotel         | 50°43′57″ s. š., 15°30′35″ v. d. | Vlčí hřbet             |
| 11. | Grzybowiec      | 0753            | 0108         | 001,9 → Vysoké kolo   | 50°49′37″ s. š., 15°36′03″ v. d. | Pogórze Karkonoskie    |
| 12. | Čertova hora    | 1023            | 0104         | 002,5 → Plešivec      | 50°45′41″ s. š., 15°25′50″ v. d. | Rokytnická hornatina   |
| 13. | Kotel           | 1435            | 0100         | 003,0 → Vysoké kolo   | 50°45′08″ s. š., 15°31′47″ v. d. | Západní Český hřbet    |
| 14. | Černá skála     | 1042            | 0100         | 001,5 → Mechovinec    | 50°42′32″ s. š., 15°33′56″ v. d. | Žalský hřbet           |